# 新哨站
新哨站是位于云南省祥云县下庄镇水盆铺村新哨的一个铁路车站，邮政编码672105。车站建于2000年，有广大铁路经过该站，现仅办理货运，不办理客运业务，车站及其上下行区间已电气化。车站距离广通站123公里，隶属昆明铁路局，是五等站。